# Afaese Manoa
Afaese Manoa (* 1949, Tuvalu) ist ein tuvaluer Schriftsteller und Musiker.
Manoa ist der Dichter und Komponist der Nationalhymne von Tuvalu, Tuvalu mo te Atua („Tuvalu dem Allmächtigen“). Sie wurde 1978 im Jahr der Unabhängigwerdung vom Vereinigten Königreich eingeführt. Es gibt sehr wenig Literatur in der tuvaluischen Sprache. Wie auch andere Schriftsteller im pazifischen Raum (z. B. Joanne Gobure von Nauru) gilt Manoa als Schriftsteller mit einer starken religiösen Berufung. Manoa arbeitete auch als Radiosprecher und hat mit Gary Crawford das Sprachlehrbuch „Cycles in Tuvaluan“ (1977) herausgegeben. Er ist Pastor der Siebenten-Tags-Adventisten.

## Auszeichnungen
Manoa erhielt am 7. Mai 2014 die Queen's Service Medal vom Governor General von Neuseeland.